# José Andrade
José Leandro Andrade (født 22. november 1901, død 5. oktober 1957) var en uruguayansk fodboldspiller, der med Uruguays landshold vandt guld ved VM i 1930 på hjemmebane. Han var også med til at vinde hele tre sydamerikanske mesterskaber, i henholdsvis 1923, 1924 og 1926, samt guld ved både OL i 1924 og OL i 1928.
Andrade spillede på klubplan for blandt andet Nacional, Bella Vista og Peñarol i hjemlandet, samt for Argentinos Juniors i Argentina.

## Titler
VM
- 1930 med Uruguay

Sydamerika-Mesterskabet (Copa América)
- 1923, 1924 og 1926 med Uruguay

OL
- 1924 og 1928 med Uruguay